# Adrien Duport

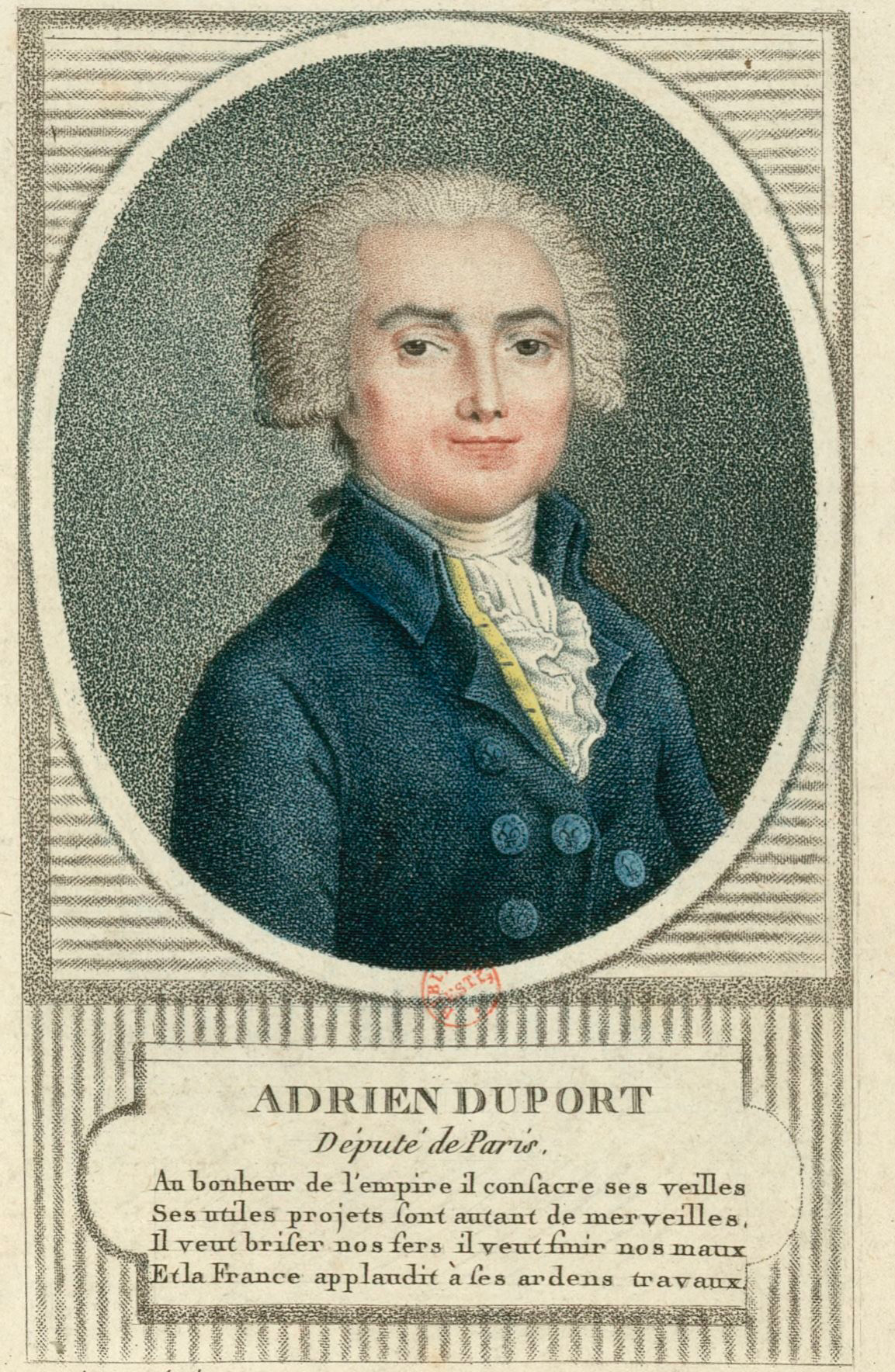
Adrien Duport (1790)

Adrien Jean François Duport (auch Du Port; * 24. Februar 1759 in Paris; † 6. Juli 1798 in Gais, Kanton Appenzell Ausserrhoden, Schweiz) war ein Politiker während der Französischen Revolution.

## Leben
Adrien Duport entstammte einer Familie der Noblesse de robe und wurde als Sohn eines Rates des Parlements geboren. Er studierte die Rechte, fand danach Anstellung als Rat am Pariser Parlement und wurde aktiver Freimaurer. Aufgrund seines Widerstandes gegen die Finanzpolitik von Calonne und Loménie de Brienne wurde Adrien Duport in politischen Kreisen bekannt. In den Jahren 1787 und 1788 profilierte er sich als einer der Anführer der „Revolte der Privilegierten“. Im November 1788 initiierte er gemeinsam mit Condorcet die Gründung des „Komitees der Dreißig“, das bedeutenden Einfluss auf die Bildung der „Patriotenpartei“ nahm.
Duport wurde vom Adel der Stadt Paris im Frühjahr 1789 zum Abgeordneten der Generalstände (États généraux) gewählt. Nachdem sich der Dritte Stand am 17. Juni 1789 zur Nationalversammlung erklärt hatte, wechselte Adrien Duport acht Tage später in das Lager des Dritten Standes. Am 10. September 1789 setzten Antoine Barnave, die Brüder Alexandre und Charles de Lameth und Adrien Duport als Führer der patriotischen Mehrheit in der Konstituante mit 849 zu 89 Stimmen die Ablehnung des Zweikammersystems durch. Trotz der starken Unterstützung der Pariser Bevölkerung, die während der Abstimmung „gegen das Vetorecht eines Mannes und für das Vetorecht von 25 Millionen“ demonstrierte, änderten Duport und seine politischen Freunde ihre ursprüngliche Meinung. Sie stimmten für ein Vetorecht des Königs „mit aufschiebender Wirkung“ und am folgenden Tag bestätigten die Abgeordneten mit 575 Ja- und 325 Gegenstimmen das Vetorecht des Königs. Duport hatte danach erheblichen Anteil an der Durchführung der Justizreformen. Er regte die Bildung von Friedens- und Geschworenengerichten sowie des Kassationsgerichtshofes an. Des Weiteren engagierte sich Adrien Duport für die Abschaffung der Todesstrafe.
Alexandre de Lameth, Antoine Barnave und Adrien Duport schlossen Anfang 1790 ein politisches Bündnis, welches nach römischem Vorbild Triumvirat genannt wurde. Dieses Triumvirat führte und kontrollierte die vierzig Abgeordneten des linken Flügels der Verfassungspartei (Constitutionnels). Im Dezember 1790 stimmten auch die „Linken“ der Entwaffnung und dem Ausschluss der Passivbürger aus der Nationalgarde zu. Zu den drei Millionen Passivbürgern zählten Männer, die keine oder sehr geringe direkte Steuern zahlten und deswegen nicht wählen durften. In den meisten Städten lebten mehr Passivbürger als Aktivbürger. Letztere zahlten Steuern und waren aus diesem Grund wahlberechtigt. Nachdem die Passivbürger (vorerst bis 1792) politisch entmachtet waren, bezichtigte das Triumvirat seine politischen Konkurrenten, Mirabeau und La Fayette, des Verrats an der Revolution.
Der Tod Mirabeaus am 2. April 1791 beendete den Konflikt. Das Triumvirat verfolgte danach eine Politik des Ausgleichs zwischen reformwilligem Adel, Großbürgertum und konstitutionellem Königtum. Infolge des Erstarkens der Volksbewegung drängte das Triumvirat seit Mai 1791 auf die Beendigung der Revolution. Barnave, Lameth und Duport forderten die Abschaffung der politischen Klubs, die Einengung der Pressefreiheit und mehr Rechte für den König. Sie befürworteten am 14. Juni 1791 das „Gesetz Le Chapelier“. Außerdem gestatteten sie den Priestern, wieder katholische Messen in ihren Kirchen zu halten (Dekret vom 7. Mai 1791). Nach der fehlgeschlagenen Flucht Ludwigs XVI. am 20./21. Juni 1791 verließ Adrien Duport den Klub der Jakobiner und schloss sich später dem am 18. Juli gegründeten Klub der Feuillants an. Er versöhnte sich mit La Fayette und kämpfte seitdem entschlossen für den Erhalt der Monarchie. In der Konstituante versuchte Duport eine Mehrheit für die Wiederwahl ihrer Abgeordneten in die Legislative zu finden. Letzteres scheiterte, Duport durfte im September 1791 nicht in die Legislative gewählt werden. Stattdessen ließ er sich wenig später zum Präsidenten des Kriminalgerichtes des Departements Seine wählen.
Nach der Deklaration von Pillnitz am 27. August 1791 erwartete Duport eine Invasion Frankreichs durch die preußische und österreichische Armee. Er befürchtete eine militärische Niederlage und riet deswegen dem König im November 1791 zum Frieden. Des Weiteren forderte er Ludwig XVI. auf, ein Bündnis mit Österreich zu bilden. Im Januar 1792 verfassten Barnave und Duport eine Denkschrift an Leopold II., in der sie dem Kaiser empfahlen, die bewaffneten Emigrantenverbände aufzulösen. Adrien Duport wollte mit seiner Politik die Macht des Königs stärken, die bisher erreichten Ergebnisse der Revolution sichern und eine Rückkehr der Emigranten unter Führung des Grafen d’Artois verhindern. Duport bekämpfte energisch die entstehende „Kriegspartei“, eine Koalition bestehend aus Girondisten und Anhängern La Fayettes, und versuchte (letztlich erfolglos), eine „Friedenspartei“ zu bilden. Seine warnenden, aber auch aus Furcht ausgerufenen Mahnungen, die auf das nicht vorhersehbare Verhalten des Volkes während eines Krieges hinwiesen, blieben unbeachtet.
Am 20. Mai 1792 gründete Duport die Zeitung „L’Indicateur“. Diese Zeitung etablierte sich sehr rasch als Sprachrohr der Vermögenden. Duport warb für eine zweite Kammer der Nationalversammlung, in der nur Vermögende zugelassen werden. Die politischen Ereignisse nach dem Sturm auf die Tuilerien am 10. August 1792 zwangen Duport zur Einstellung seines Blattes. Am 3. September 1792, während der Septembermassaker, wurde er verhaftet. Nur aufgrund des persönlichen Eingreifens Dantons gelang Duport wenige Tage später die Flucht nach England.
Adrien Duport kehrte erst nach dem 9. Thermidor II (27. Juli 1794) nach Paris zurück. Er bekannte sich offen als Anhänger der konstitutionellen Monarchie, engagierte sich weiterhin für die Interessen der Vermögenden und fand, trotz ihrer allgemeinen Notlage, kein Verständnis für die Lage der Besitzlosen. Nach dem Staatsstreich des 18. Fructidor V (4. September 1797) flüchtete Adrien Duport in die Schweiz und hielt sich dort im Verborgenen auf. Er erlebte noch die Besetzung der Schweiz durch französische Revolutionstruppen und die Gründung der Helvetischen Republik. Wenige Wochen später verstarb Adrien Duport am 6. Juli 1798 in Gais im Kanton Appenzell Ausserrhoden.